# Susú Pecoraro
Susana Raquel Pecoraro, detta Susú (Buenos Aires, 4 dicembre 1953), è un'attrice argentina.

## Biografia
Nata a Buenos Aires, figlia di un insegnante e di una pittrice, si diplomò presso il Conservatorio d'Arte Drammatica.
Nel 1977, poco dopo aver terminato gli studi, cominciò a lavorare in televisione per alcune soap opera.
Dopo alcune esperienze al cinema, ottenne nel 1984 il ruolo di protagonista nel film di María Luisa Bemberg Camilla - Un amore proibito, in cui recitò con il collega spagnolo Imanol Arias. La pellicola venne nominata all'Oscar al miglior film in lingua straniera nel 1985 e consentì a Susú Pecoraro di raggiungere la fama. A questo ruolo seguirono negli anni numerose altre partecipazioni cinematografiche e televisive. Per la sua interpretazione ottenne il premio come migliore attrice al Festival internazionale del cinema di Karlovy Vary e al Festival Internacional del Nuevo Cine Latinoamericano de La Habana, divenendo un'attrice molto popolare.
In teatro recitò nelle opere Yo argentino (1976), El cuarto de Verónica (1977), Nosotros dos somos tres (1980), Vanidades (1980), Sin testigos (1989), El taller del orfebre (1981), Orinoco (1991), La notte dell'iguana (1995), I monologhi della vagina (2002), Porteñas (2003) e La Duda (2006).
In televisione, prese parte a  ha recitato in diversi prodotti tra cui Culpables e Alguien que me quiera.
Nel 2004 fu scelta come protagonista del film Roma, per la cui interpretazione ricevette diversi premi e candidature di rilievo.
Un altro ruolo significativo della carriera di Susú Pecoraro fu quello di Estela Barnes de Carlotto nel film biografico Verdades verdaderas del 2011.
Si sposò per due volte con un collega, prima con Boy Olmi e poi con Miguel Ángel Solá, ma entrambi i matrimoni terminarono con il divorzio. Attiva nelle cause sociali, si è espressa a favore delle pratiche ambientaliste.
Nel 2018, Susú Pecoraro venne premiata dalla città di Buenos Aires come "personalità di spicco della cultura".

## Filmografia

Susú Pecoraro con Manuel Callau nel film El arreglo (1983)

### Cinema
- Allá lejos y hace tiempo, regia di Manuel Antín (1978)
- La fiesta de todos, regia di Sergio Renán (1979)
- Mis días con Verónica, regia di Néstor Lescovich (1980)
- Señora de nadie, regia di María Luisa Bemberg (1982)
- El arreglo, regia di Fernando Ayala (1983)
- Camilla - Un amore proibito (Camila), regia di María Luisa Bemberg (1984)
- Tacos altos, regia di Sergio Renán (1985)
- Sur, regia di Fernando Ezequiel Solanas (1988)
- Los amores de Kafka, regia di Beda Docampo Feijóo (1988)
- ¿Dónde estás, amor de mi vida, que no te puedo encontrar?, regia di Juan José Jusid (1992)
- La balada de Donna Helena, regia di Fito Páez (1994) - cortometraggio
- Las cosas del querer 2, regia di Jaime Chávarri (1995)
- Historias clandestinas en La Habana, regia di Diego Musiak (1997)
- Porque te quiero, regia di Mario Sábato (2001)
- Roma, regia di Adolfo Aristarain (2004)
- 18-J, registi vari (2004)
- Cara de queso - Mi primer ghetto, regia di Ariel Winograd (2006)
- Los condenados, regia di Isaki Lacuesta (2009)
- Verdades verdaderas, regia di Nicolás Gil Lavedra (2011)

### Televisione
- Mi hermano Javier - serie TV, 29 episodi (1977)
- Cumbres borrascosas - serie TV, 10 episodi (1978)
- Novia de vacaciones - telenovela, 102 episodi (1979)
- El león y la rosa - telenovela, 39 episodi (1979)
- Hombres en pugna - film TV (1980)
- Galería - serie TV, 9 episodi (1980)
- Las 24 horas - serie TV, 1 episodio (1981)
- Viva América - serie TV, 19 episodi (1982)
- Compromiso - serie TV, 60 episodi (1983)
- Cuentos para ver - serie TV, 2 episodi (1984)
- La única noche - serie TV, 19 episodi (1985)
- Ficciones - serie TV, 1 episodio (1987)
- Apasionada - telenovela, 65 episodi (1993)
- Alta comedia - serie TV, (1995-1996)
- Poliladron - serie TV, 3 episodi (1996)
- Laura y Zoe - telenovela, 13 episodi (1998)
- Culpables - serie TV, 39 episodi (2001)
- Ambiciones - serie TV, 12 episodi (2005)
- Mujeres de nadie - telenovela, 88 episodi (2007-2008)
- Alguien que me quiera - telenovela, 183 episodi (2010)
- Historias de diván - miniserie TV, 1 episodio (2013)
- Los vecinos en guerra - telenovela, 61 episodi (2013)
- La celebración - miniserie TV, 1 episodio (2014)
- Doce casas, historia de mujeres devotas - miniserie TV, 2 episodi (2014)
- Fábricas - serie TV, 8 episodi (2015)
- La leona - telenovela, 101 episodi (2016)
- La voz ausente - serie TV, 3 episodi (2024)

## Riconoscimenti
- Condor d'argento
  - 1970 – Candidatura alla migliore attrice per ¿Dónde estás, amor de mi vida, que no te puedo encontrar?
  - 2005 – Migliore attrice per Roma
  - 2012 – Candidatura alla migliore attrice protagonista per Verdades verdaderas
  - 2023 – Premio speciale María Luisa Bemberg[10][11]

- Premio Clarín
  - 2004 – Migliore attrice cinematografica per Roma
  - 2007 – Migliore attrice televisiva drammatica per Mujeres de nadie

- Premio Martín Fierro
  - 2007 – Migliore attrice protagonista di telenovela per Mujeres de nadie

- Festival Internacional del Nuevo Cine Latinoamericano de La Habana
  - 1984 - Migliore attrice per Camilla - Un amore proibito
  - 2004 - Migliore attrice per Roma

- Premio Konex
  - 1991 – Premio alla carriera[2]

- Festival du Film Espagnol de Toulouse
  - 2005 - Migliore attrice per Roma

- Festival internazionale del cinema di Karlovy Vary
  - 1984 – Migliore attrice per Camilla - Un amore proibito

- Mostra de Cinema Llatinoamericà de Lleida
  - 2012 – Premio speciale della giuria per Verdades verdaderas